# Grethe Rask
Grethe Rask (født 1930, Thisted, død 12. december 1977) var en dansk læge og kirurg. Hun var desuden en af de første ikke-afrikanere, som døde af AIDS, som hun pådrog sig under sit hverv som læge under primitive forhold i Zaire.